# J Strother Moore

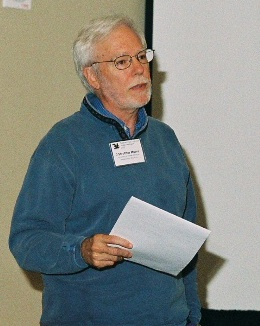
J Strother Moore

J Strother Moore (* 11. September 1947 in Seminole, Oklahoma) ist ein US-amerikanischer Informatiker. Er ist Professor an der University of Texas at Austin.
Der Namensbestandteil J ist sein Vorname und keine Abkürzung.
Moore studierte am Massachusetts Institute of Technology (MIT) mit dem Bachelor-Abschluss 1970. Er wurde 1973 an der University of Edinburgh bei Rodney Burstall promoviert (Computational Logic: Structure Sharing and Proof of Program Properties). Von 1973 bis 1976 war er Wissenschaftler in Xerox Parc und ab 1976 am Stanford Research Institute. Ab 1983 war er Professor an der University of Texas in Austin (zuletzt auf einem Admiral B. R. Inman Centennial Chair). Von 2001 bis 2009 stand er der Fakultät für Informatik vor. Er war 1983 mit Robert S. Boyer einer der Gründer von Computational Logic Inc. in Austin und war zehn Jahre dessen Chefwissenschaftler.
Er entwickelte mit Boyer den Boyer-Moore-Algorithmus (ein String-Matching-Algorithmus) und ein automatisches Beweisprogramm, den Boyer-Moore Theorem Prover (Nqthm, 1992), für das beide mit Matt Kaufmann 2005 den ACM Software System Award erhielten. Mit Kaufmann und Boyer entwickelte er das automatische Beweissystem ACL2.
1999 erhielt er mit Boyer den Herbrand Award und 1991 den Current Prize in Automatic Theorem Proving der American Mathematical Society. Er ist Fellow der American Association for Artificial Intelligence, der Association for Computing Machinery und der National Academy of Engineering.
Moore ist passionierter Felskletterer.

## Schriften
- mit Boyer Computational Logic, Academic Press 1979
- mit Boyer A Computational Logic Handbook, Academic Press 1988
- mit Matt Kaufmann, Panagiotis Manolios Computer-aided reasoning: an approach, Kluwer 2000
- Herausgeber mit Kaufmann, Manolios Computer-aided reasoning: ACL2 case studies, Kluwer 2000
- Piton: a mechanically verified assembly-level language, Kluwer 1996
- Herausgeber mit Boyer The correctness problem in computer science, Academic Press 1981